# Matt Nathanson
Matthew Adam Nathanson (28 marzo 1973) è un cantautore statunitense.
Oltre a cantare, suona la chitarra acustica (alle volte con 12 corde) e chitarra elettrica, alternato a solista e con una band. Il suo lavoro include la canzone "Come On Get Higher", premiato con disco di platino. Una delle sue hit, "Giants", è stata la canzone di apertura del World Series of Poker nel 2016 a Las Vegas su ESPN.La sua "Laid" è il tema principale della saga di American Pie.

## Primi anni
Nathanson è cresciuto a Lexington, nel Massachusetts, e ha frequentato la Proctor Academy di Andover. Suo padre è ebreo e sua madre è cattolica. Nathanson ha frequentato il Pitzer College di Claremont, in California (laureandosi in letteratura inglese e internazionale). Matt ha frequentato la scuola Fessenden a West Newton, Massachusetts insieme a suo fratello, Neal, prima di frequentare la scuola superiore alla Proctor Academy. Nonostante vivano vicino a Lexington, i due si sono imbarcati a Fessenden durante la settimana prima di andare a casa per il fine settimana.

## Musica
I membri della sua band è composta da: Aben Eubanks alla chitarra, piano e cori, sostituito da Aaron Tap. John Thomasson iniziò come bassista dal 2004 al 2009, dove si trasferì nei Little Big Town dove attualmente continua la carriera da bassista. Jason McKenzie era alla batteria fino al 2006; Nick Amoroso, solo in alcuni tour dal 2007 al 2008. Konrad Meissner è l'attuale batterista. Prima del 2005, Nathanson era spesso accompagnato dal violoncellista Matt Fish.
Attualmente la tour band vede : Aaron Tap (chitarra, cori, direttore artistico), Chris Lovejoy (percussioni), and Shiben Bhattacharya (basso).

### Televisione
Il suo album "Some Mad Hope " è stato rilasciato il 14 agosto 2007. La canzone "All We Are" è stata inserita nell'episodio "Famiglia" della quinta stagione della serie NCIS , la prima stagione di Private Practice nell'episodio "In Which Charlotte Goes Down the Rabbit Hole", alcuni episodi di One Tree Hill episodes "My Way Home is Through You" and "Forever and Almost Always". Ha anche partecipato alla serie Women's Murder Club.
Lo show della ABC Big Shots ha visto la sua canzone "Come On Get Higher", e la canzone "I Saw" è apparsa su Scrubs nell'episodio della sesta stagione "My Best Friend's Baby's Baby e My Baby's Baby". La canzone di Nathanson "Little Victories" è stata usata nell'episodio della settima stagione di Scrubs, "My Dumb Luck". Nel 2008, Nathanson e la sua band hanno eseguito "Car Crash" al Late Night con Conan O'Brien. La sua canzone "Sooner Surrender" è stata usata nell'episodio del 28 maggio 2008 di Men in Trees, "New Dog, Old Tricks". Il 22 dicembre 2008 Nathanson e la sua band hanno eseguito "Come On Get Higher" in The Late Late Show con Craig Ferguson. The Vampire Diaries ha presentato la sua canzone "All We Are" nell'episodio della prima stagione, "Family Ties" e Life Unexpected nell'episodio della seconda stagione intitolato "Parents Unemployed". La canzone era anche nell'episodio della quinta stagione di NCIS. La sua canzone "Bulletproof Weeks" è apparsa nell'episodio "Another Second Chance" della serie TV Private Practice del 14 gennaio 2010.
Il 13 febbraio 2009, Nathanson e la sua band ha eseguito "Come On Get Higher" al Late Show with David Letterman. Lo stesso anno esegue la stessa canzone al The Ellen DeGeneres Show.
Nel marzo 2009, Nathanson è stato l'ospite speciale per l'episodio 17 di Live From Daryl's House, il concerto Internet mensile di Daryl Hall. Insieme alla band di Hall, hanno suonato (tra le altre canzoni) "Car Crash", "Come On Get Higher", "Still" e "All We Are", oltre ai classici di Hall & Oates "Lo ha fatto in un minuto "e" Uno contro uno ". "Come On Get Higher" di Matt Nathanson è presente nel CD "Circle of Friends - Dave FM: Volume 2", una stazione radiofonica di Atlanta.
Matt Nathanson è apparso nella sedicesima stagione di The Bachelor (U.S. TV series).
"Kiss quick" compare nell'episodio 22 dell'ottava stagione di One Tree Hill.
il 9 luglio 2013 Nathanson e la sua band esegue il singolo "Mission Bells" al Jay Leno Show.
Nathanson indossava una maglietta di That Metal Show durante il suo The Tonight Show con l'apparizione di Jay Leno e, come risultato, fu invitato ad apparire nel quinto episodio della tredicesima stagione del That Metal Show insieme a Myles Kennedy e Mark Tremonti della band Alter Bridge.
Il 14 febbraio 2016 Nathanson è apparso nuovamente in The Bachelor per lo speciale "Bachelor At 20". Ha salutato i vincitori di Bachelor in Paradise nella seconda stagione, Jade Roper e Tanner Tolbert e al loro matrimonio con la sua canzone, "Bill Murray". Nathanson ha detto che "Bill Murray" è la chiave di volta del suo ultimo album Show Me Your Fangs ed è anche la sua canzone preferita che abbia mai scritto.

### Covers
La cover di Matt "Laid" della band di Manchester, James, è apparsa come colonna sonora di American Wedding, così come su American Pie Presents Band Camp. Nathanson ha fatto anche una cover del brano di Prince "Starfish & Coffee" per l'album per bambini To The Kids Too. Matt ha anche eseguito una cover di "The Wind" di Cat Stevens per l'album Wake Up Everybody.

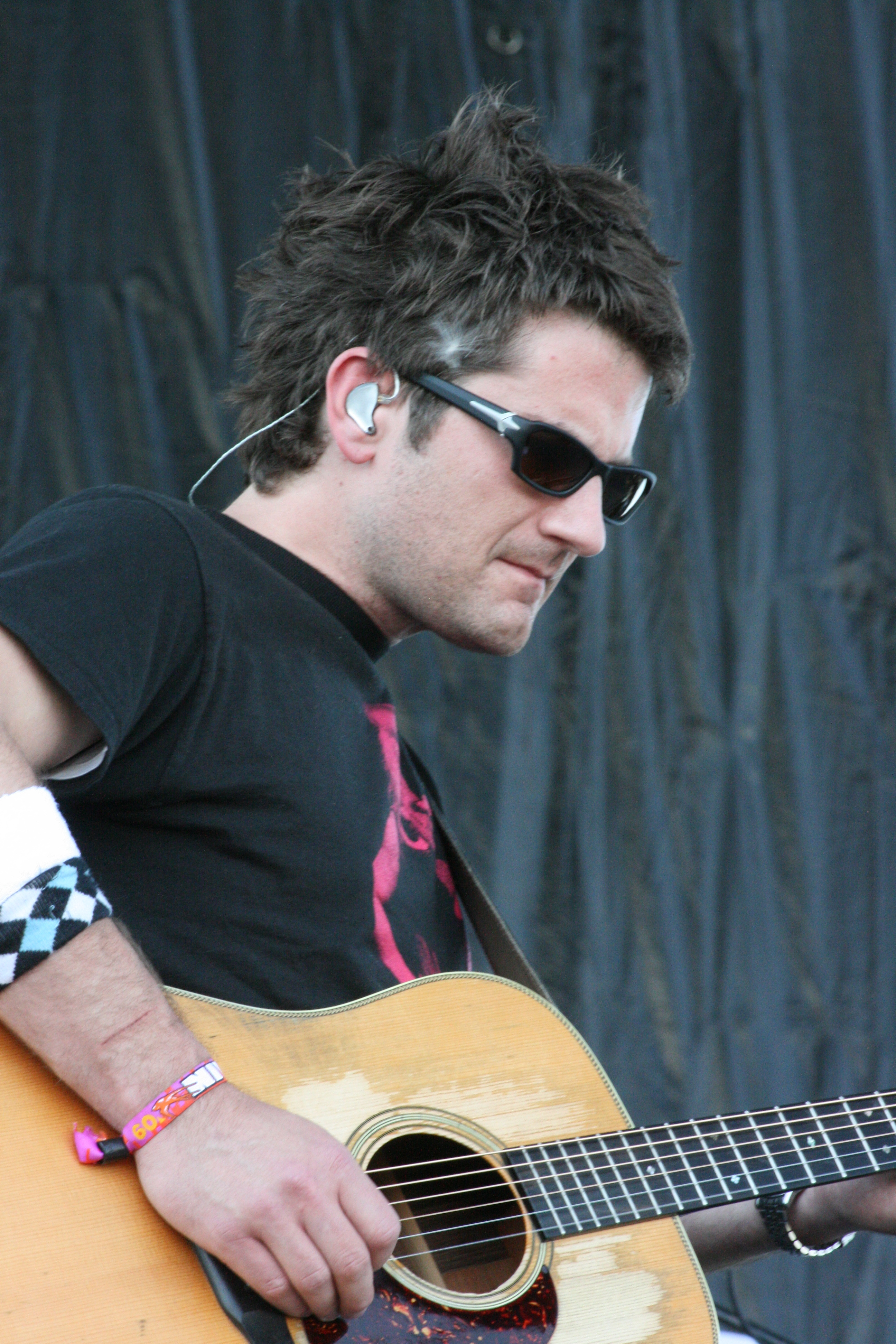
Matt Nathanson nel 2009

## Albums

### Please
Registrato e mixato nel 1993 in una casa a Van Nuys, in California. La maggior parte delle canzoni sono state scritte mentre Nathanson era al liceo e una matricola al Pitzer College di Claremont, in California. Prima di questo, Nathanson aveva registrato solo demo. Questa è stata la sua prima raccolta di canzoni mai pubblicate su CD.

### Ernst
Registrato nella nuova città natale di Nathanson a San Francisco nell'inverno del 1997. Un disco interamente acustico, la strumentazione è per lo più chitarra acustica con fisarmonica, violoncelli e percussioni. Questo disco è stato mixato ai Toast Studios di San Francisco, da Jaquire King.

### Not Colored Too Perfect
Questo disco è una raccolta di materiale inedito, la maggior parte dei quali è stata registrata a San Rafael, California nel 1997. Altre due canzoni di questa compilation, "You're Smiling" e "Wait Up" sono state registrate a Santa Barbara, California nel 1995. Le ultime due canzoni, "Trace of a Cat's Eye" e "Vandalized" sono state prese dal disco inedito della band del college di Nathanson Here Comes Everybody. L'album HCE è stato registrato a Claremont, in California, nella primavera del 1995, ma non è mai stato pubblicato. Entrambe queste canzoni sono state scritte dal batterista della band, Bill Foreman.

### Still Waiting for Spring
Registrato nel dicembre 1998 a Cotati, in California. e gennaio 1999 al Tiny Telephone di San Francisco, con Mark Weinberg. Questo disco presenta David Immergluck e Charlie Gillingham di Counting Crows su brani tra cui la canzone "Loud", che è stata inclusa nello show televisivo Dawson's Creek. Il disco è stato mixato a Different Fur a San Francisco e rilasciato la primavera del 1999.

### When Everything Meant Everything
Registrato nell'inverno del 2002, a Trakworx nel sud di San Francisco. È stato registrato un intero album di canzoni, ma l'uscita è stata abbreviata in un EP quando Nathanson ha firmato per Universal Records a metà del processo di mixaggio. Le versioni studio di "Princess" e "Fall to Pieces" appaiono solo su questo EP. È stato prodotto da Mark Weinberg e Nathanson e pubblicato nell'autunno del 2002.

### Beneath These Fireworks
Registrato a Los Angeles nell'inverno del 2003, il team includeva il batterista Matt Chamberlain, il chitarrista David Garza e Glen Phillips della band Toad The Wet Sprocket per le voci di sottofondo. "Lucky Boy", da Still Waiting for Spring, è stato ri-registrato per questo disco, così come la maggior parte delle canzoni di When Everything Meant Everything EP / sessions. È stato mixato da Mark Endert a Los Angeles e pubblicato nell'ottobre 2003. "Suspended" e "I Saw" sono stati pubblicati come singoli, e più della metà delle canzoni del disco è stato concesso in licenza a programmi televisivi come Scrubs, Tarzan, One Tree Hill, Joan di Arcadia e Men in Trees.

### At the Point
Dopo aver deciso che il mondo delle major non era per lui, Nathanson ha ottenuto il contratto con la Universal Records e ha pubblicato "At the Point". Registrato dal vivo nel corso di 3 notti al The Point di Bryn Mawr, in Pennsylvania, nel giugno 2005, è l'unico album live di Nathanson. Questo disco è stato rilasciato nell'aprile 2006 e ha debuttato al 29º posto nella classifica Billboard Heatseekers la settimana della sua uscita.

### Some Mad Hope
Some Mad Hope è stato registrato tra l'agosto 2005 e il marzo 2007 a Los Angeles, San Francisco e Cotati, in California. L'album è stato realizzato in modo indipendente e Nathanson ha collaborato con Vanguard Records per la sua uscita nell'agosto del 2007. Ha debuttato alla 60ª posizione sulla Billboard Top 200 ed è stato in classifica per 34 settimane. Vari brani del disco sono stati inseriti in spettacoli televisivi, tra cui CSI, One Tree Hill, Private Practice, Melrose Place, 90210, Vampire Diaries e American Idol.
I single includevano "Come On Get Higher" , "Car Crash", "Falling Apart" e "All We Are".
Some Mad Hope ha venduto oltre 300 000 copie e "Come On Get Higher" è diventato disco di platino, vendendo oltre 1,8 milioni di vendite singole.

### Modern Love
L'album di Nathanson Modern Love è stato rilasciato il 21 giugno 2011. Il primo singolo, "Faster", è stato rilasciato a marzo. Oltre al secondo singolo con Sugarland, "Run", la traccia del titolo dell'album "Modern Love" ha raggiunto la top 15 nella classifica alternativa degli album per adulti di MusicBase nel settembre 2012, a causa di un notevole airplay su stazioni radio formattate AAA. Nathanson è stato l'atto di apertura in date selezionate per Stronger Tour di Kelly Clarkson dal 13 gennaio 2012 al 10 aprile 2012.
In un'intervista a Broken Records Magazine, Nathanson ha detto che Modern Love è stato un "disco potente" e che ha mirato a modellarne il suono e la produzione dopo le sue band e canzoni preferite degli anni '80.

### Last of the Great Pretenders
L'album di Nathanson "Last of the Great Pretenders" è stato pubblicato negli Stati Uniti il 16 luglio 2013. Il primo singolo, "Mission Bells", è stato pubblicato l'11 marzo sulla stazione radio di San Francisco KFOG. L'album ha debuttato al numero 16 della Billboard Top 200. Nathanson ha annunciato il suo tour in Nord America, Last of the Great Pretenders Tour, con l'ospite speciale Joshua Radin attraverso la sua pagina web personale. Il tour è iniziato a Portland, in Oregon, il 20 settembre e si è concluso ad Austin, in Texas, il 23 novembre, con 45 date in totale.
In a statement to his fans, Nathanson said they should expect, "new songs, new stories, a white Bengal tiger and confetti cannons (ok, not the last two). The next single to be released was "Kinks Shirt".

### Show Me Your Fangs
L'ultimo album di Nathanson, Show Me Your Fangs, è uscito negli Stati Uniti il 2 ottobre 2015. Il primo singolo, "Headphones", con Lolo è stato rilasciato a giugno 2014. Per il video, Nathanson è entrato in Starkey Hearing Technologies in Perù per aiutare persone con perdita dell'udito. Dopo l'uscita di "Headphones", Nathanson ha fatto un tour co-headline di due mesi con il suo amico di lunga data Gavin DeGraw. Nel 2015, è stato rilasciato il nuovo singolo "Gold in the Summertime" e Nathanson ha partecipato a un tour nazionale con Train e The Fray. Il tour è iniziato allo Sleep Train Amphitheatre di Sacramento a Marysville, in California, con spettacoli in tutti gli Stati Uniti. Il tour è stato completato al Gorge Amphitheatre di Quincy, in Washington. "Giants", il terzo singolo estratto dall'album più recente, è stato pubblicato ad agosto 2015. "Giants" è stato usato come colonna sonora per la trasmissione televisiva delle World Series of Poker 2016 su ESPN. Il "Show Me Your Fangs Acoustic Tour - una serata con Matt Nathanson", ha preso il via alla Brighton Music Hall di Boston e si è concluso a San Diego alla Casbah.

### Pyromattia
Matt Nathanson ha pubblicato un EP di cover interamente Def Leppard intitolato Pyromattia negli Stati Uniti nel 2018. Il titolo è una commedia dell'album Pyromania del 1983 di Def Leppard. Pyromattia presenta le canzoni di quell'album, l'High 'N' Dry del 1981, l'Hysteria del 1987 e l'Euforia del 1999. In un'intervista con Billboard, Nathanson ha detto che il cantante Def Leppard, Joe Elliott, ha apprezzato l'album, commentando in particolare la sua cover di "Stage Fright". In un post su Facebook, Nathanson ha dichiarato di essere un fan di Def Leppard da tutta la vita. Nello stesso post, ha anche preso in giro un album imminente di materiale originale, ma non ha fornito dettagli.

## Discografia
- Please (1993)
- Ernst (1997)
- Not Colored Too Perfect (1998)
- Still Waiting for Spring (1999)
- Beneath These Fireworks (2003)
- Some Mad Hope (2007)
- Modern Love (2011)
- Last of the Great Pretenders (2013)
- Show Me Your Fangs (2015)
- Sings His Sad Heart (2018)

## Video musicali
| Anno | Video                    | Regista                      |
| ---- | ------------------------ | ---------------------------- |
| 2012 | "Run" (w/Sugarland)      | Valarie Allyn Bieans         |
| 2013 | "Mission Bells"          | Marc Ripper / Fort Ripper    |
| 2013 | "Kinks Shirt"            | Bobcat Goldthwait            |
| 2014 | "Headphones"             | Brendan Walter and Mel Soria |
| 2015 | "Gold in the Summertime" | SCANTRON FILMS               |
| 2016 | "Adrenaline"             | 2wenty                       |